# Distrito de Caracoto
El distrito peruano de Caracoto es uno de los 4 que conforman la provincia de San Román, ubicada en el Departamento de Puno, bajo la administración del Gobierno regional de Puno, Perú.
Desde el punto de vista jerárquico de la Iglesia católica forma parte de la Diócesis de Puno en la Arquidiócesis de Arequipa.

## Historia
La historia de Caracoto es prolongada, pues se han encontrado en sus inmediaciones evidencias de seres paleolíticos, dedicados a la caza y la recolección. Posteriormente se convirtieron en grandes agricultores y pastores, especialmente durante el desarrollo de las sociedades Pukara, Tiawanaco y Kolla, muestra de ello son las técnicas agrícolas que utilizaron, como los waruwarus que existen en gran cantidad en su territorio. Durante la vigencia del señorío Kolla, los caracollos, fueron tributarios de Hatuncolla. Sus jóvenes integraron los ejércitos de los Sapana. Bajo la égida Inka se constituyó en un importante pueblo y tambo al servicio del imperio cusqueño, los mismos que no lograron doblegar a los bravos lugareños, y eran los protagonistas de permanentes rebeliones, por lo que Túpac Yupanqui tuvo que someterlos con mucho derramamiento de sangre.
Como tambo y pascana se mantuvo durante el coloniaje, por ello en las Ordenanzas de Tambos dictadas por el gobernador Cristóbal Vaca de Castro el 31 de mayo de 1543, se consigna el tambo de Caracoto con el número 39 en el camino del Cusco a La Plata. Huamán Poma de Ayala, cuando describe los tambos del kollasuyo considera a Caracollo como “pueblo y tambo real”.
El territorio en general fue un importante repartimiento, por ello el 23 de junio de 1565 el Licenciado Lope García de Castro encomendó este Repartimiento a don Lope de Zuazo, pero que en el fondo fue otorgado a su esposa doña Francisca de Robles. En ese entonces tenía 1544 personas y 319 indios tributarios, de los cuales 261 eran aymaras y 58 eran uros, todos reducidos en el pueblo del mismo nombre. En 1581 en la Relación que aparece en la Provisiones del Virrey Toledo, aparece el Repartimiento de Caracoto como parte del Orcosuyo.
Durante el coloniaje grandes cantidades de mitayos fueron conducidos a las minas de Laykakota y Potosí, para extraer el vil metal. Debido a estos y otros abusos participaron activamente en la sublevación de Túpac Amaru II. El interior de su Templo colonial fue escenario de la muerte de muchos españoles. Lamentablemente, los ejércitos encabezados por Andrés Ingaricona y Nicolás Sanca, el 16 de febrero de 1781, fueron vencidos por el Corregidor Orellana en la Batalla de Mamanchili comprensión del actual distrito de Caracoto.
Surge como distrito con el advenimiento de la república. El 2 de mayo de 1854 el Mariscal Ramón Castilla lo adscribió a la provincia del Cercado de Puno; y este mismo Presidente, el 2 de enero de 1857, consideró que “es indispensable y urgente crear desde luego las primeras Municipalidades, establecidas por la Constitución”, consideró la creación de la Municipalidad Distrital de Caracoto con 5 municipales.
En 1909 Caracoto tenía 42 ciudadanos registrados electoralmente, y desde el 6 de septiembre de 1926 es parte integrante de la provincia de San Román en virtud de la Ley N.º 5463.

## Geografía
Limita al norte con el distrito de Juliaca, al este con el distrito de Huatta y Coata Provincia de Puno al oeste con el Distrito de Cabana (San Román) y al sur con la Provincia de Puno.
Caracoto es un distrito integrante de la provincia de San Román desde el 6 de septiembre de 1926, su capital lleva la misma denominación.  En la actualidad el distrito de Caracoto cuenta con 53 centros poblados entre comunidades y parcialidades, siendo éstas las siguientes: Amantan, Asunción de Buena Vista, Ayagachi, Bumpapata, Canchi chico central, Canchi Huañingora, Capicancha, Chalana, Chaullani, Chijollani Chupa, Chujura, Churicanchi, Collana Chillora, Collana II, Collpami, Curicanchi Caragache, Huarachani Accopata, Incasaya, Isla canchi, Islaoco (isla Ppata), Jarahuata, Jirgachi, Jorchichupa, Jurintia Accopata, Keko Incaseccana, Lampa Cachi, Limacucho-Caragache, Limaducho, Llantamocco, Lori Punco, Loripunco-Caragache, Los Ángeles de Cotos, Miculla, Ockompata, Orejón, Pampa Chulluna, Pampa de Suchis, Pichacane Cucho, Pucara Vizcachani, Quimsa Mocco, San Antonio, San Francisco Buena Vista, San Miguel, Segna, Suchis, Torres Pampa, Tutuhuacas II, Yanachupa, Yanamoco Chijipata, Yanarico, Yanquecucho, Yanquihuasa, Yanquihuasa-Caragache,
El distrito tiene una superficie territorial de 285,87 km², y su capital se encuentra sobre los 3825 m s. n. m., entre las siguientes coordenadas geográficas: 15º33’59” de latitud sur y 70º06’12” de longitud oeste. Su suelo es propicio para un estudio paleontológico, por la abundancia de restos fósiles, así como para un estudio astronómico, pues existen restos de meteoritos que han caído en el lugar.
Esta localidad se encuentra en la vía asfaltada y ferrocarrilera que une las ciudades de Juliaca a Puno, tiene un fluido tránsito vehicular. De Juliaca a Caracoto hay una distancia de 8 km y de Puno a Caracoto dista 35 km. En dicho lugar se encuentra la fábrica de cemento Rumi, esta situación, al lado de su estratégica ubicación, le permite tener una vida industrial y comercial activa.

## Hitos urbanos
- Templo de San Felipe

Este templo es una de las más bellas iglesias que quedan en su arquitectura, haciendo testigo de que Caracoto es portador de historia. 
Antes de 1565, los pueblos de Juliaca y Caracoto estaban comprendidos eclesiásticamente en un curato. Posteriormente, se instauró la doctrina de Caracoto de modo independiente. En el siglo XVII se construyó el Templo de San Felipe de Caracoto. El Curato de Caracoto, en 1689, comprendía a dos anexos: Guaca (Huata) y Yassín. En carta del 4 de enero de 1678, se señalaba que se había dotado al templo de “Caracoto una lámpara de 500 marcos de plata, aceite, vinajeras y Sevilla con 12 mrs de plata”. Este templo subsistió hasta fines del siglo XVIII, puesto que en un informe del vicario José Pérez Armendáriz de 1788, se destacaba que: “va a emprenderse Iglesia nueva porque la actual es muy reducida y está desplomándose”. En la visita que realizó en 1792 el obispo Las Heras, se determinó “que se haga iglesia de nuevo por estar muy arruinada la antigua y que la nueva sea un poco larga y ancha para que quepa toda la feligresía”. En 1846 se habría concluido el templo. (José Ramos Cáceres. Los Andes 12-10-2003).
El actual Templo de la Parroquia de San Felipe de Caracoto se ha construido a mediados del siglo XX, y en su interior guarda valiosas joyas artísticas de procedencia Colonial.

## Festividades
- Señor de la Amargura

La localidad de Caracoto se ha convertido es un lugar de peregrinaje religioso y artístico, el domingo de amargura que coincide con el calendario carnaválico regional. En aquella ocasión es agitadísima la vida urbana de dicha localidad, pues los moradores de Juliaca, Puno y otros lugares, acuden por millares para brindar devoción al Señor de la Amargura, y luego participar de la apoteósica presentación de grupos de danzarines que transforman dicho lugar en el epicentro del arte y la cultura. Este evento artístico cuenta con el auspicioso concurso de la Municipalidad Distrital de Caracoto, y se disputan hermosos y colosales estímulos.
- Virgen de Copacabana
- San Felipe

## Autoridades
Religiosas
Párroco de la Parroquia San Felipe de Caracoto.
- Pbro. Abdon Cruz Huacasi

### Municipales
- 2023 - 2026[3]
  - Alcalde: Javier Phocco Cuno.
  - Regidores:

  1. Gomercinda Nati Yana Yana de Chayña
  2. Jaime Abraham Quispe Paye
  3. Teófila Olga Huanca Vilca
  4. Fabio Yana Quispe
  5. Simón Honorato Yana Sucasaca